# Théâtre de Taormine
Le théâtre de Taormine, commencé au IIIe siècle av. J.-C., est situé dans l'ancienne cité grecque, puis romaine,  de Tauromenion, en Sicile (aujourd'hui Taormine en Sicile).

## Historique
Le théâtre antique gréco-romain se trouve près du centre-ville, à l'est du promontoire. Il est l'une des ruines les plus prisées de Sicile en raison de sa remarquable préservation et par la beauté de son emplacement. 
Même si son plan et sa disposition sont davantage d'influence grecque que romaine, l'actuelle structure, en grande partie de briques, date de l'époque romaine. Elle a été construite sur les fondations d'un autre théâtre commencée au IIIe siècle av. J.-C. sous le gouvernement de Hiéron II. 
Au IIe siècle, le théâtre fut largement remanié par les Romains pour les jeux de l'amphithéâtre,.

## Description
Les gradins de ce théâtre de 109 m de diamètre (deuxième plus grand théâtre de Sicile après celui de Syracuse), sont en partie creusés dans la roche et en partie construits. Ils sont divisés en 9 secteurs pouvant accueillir au total 5 400 personnes.
Les Romains élargissent la cavea, ajoutèrent deux portiques au sommet (le premier portique pourrait être d'origine grecque), l’un externe à voûtes et l’autre interne à arcades. Ils transforment l’orchestre en arène avec un haut podium pour protéger les spectateurs et un corridor souterrain par lequel gladiateurs et animaux entrent en piste, aux dépens des gradins inférieurs. La scène est avancée, dotée d'une façade (frons scaenae) avec colonnes en deux étages superposés et trois portes, d'avant-corps latéraux et de deux portiques. 
La scène est bien conservée et son mur a pu être largement reconstitué.

## Influences
Le premier théâtre grec officiellement construit aux États-Unis - à Point Loma à San Diego - a été bâti sur le modèle du théâtre de Taormine. Il fait aujourd'hui partie du campus de California Western University.

## Anecdote
En août 2002, le ténor Franco Bonisolli, furieux, quitte la scène en pleine représentation en levant deux doigts au public, ne supportant pas la lenteur du Cavalleria rusticana imposée par le chef d'orchestre.

## Galerie d'images

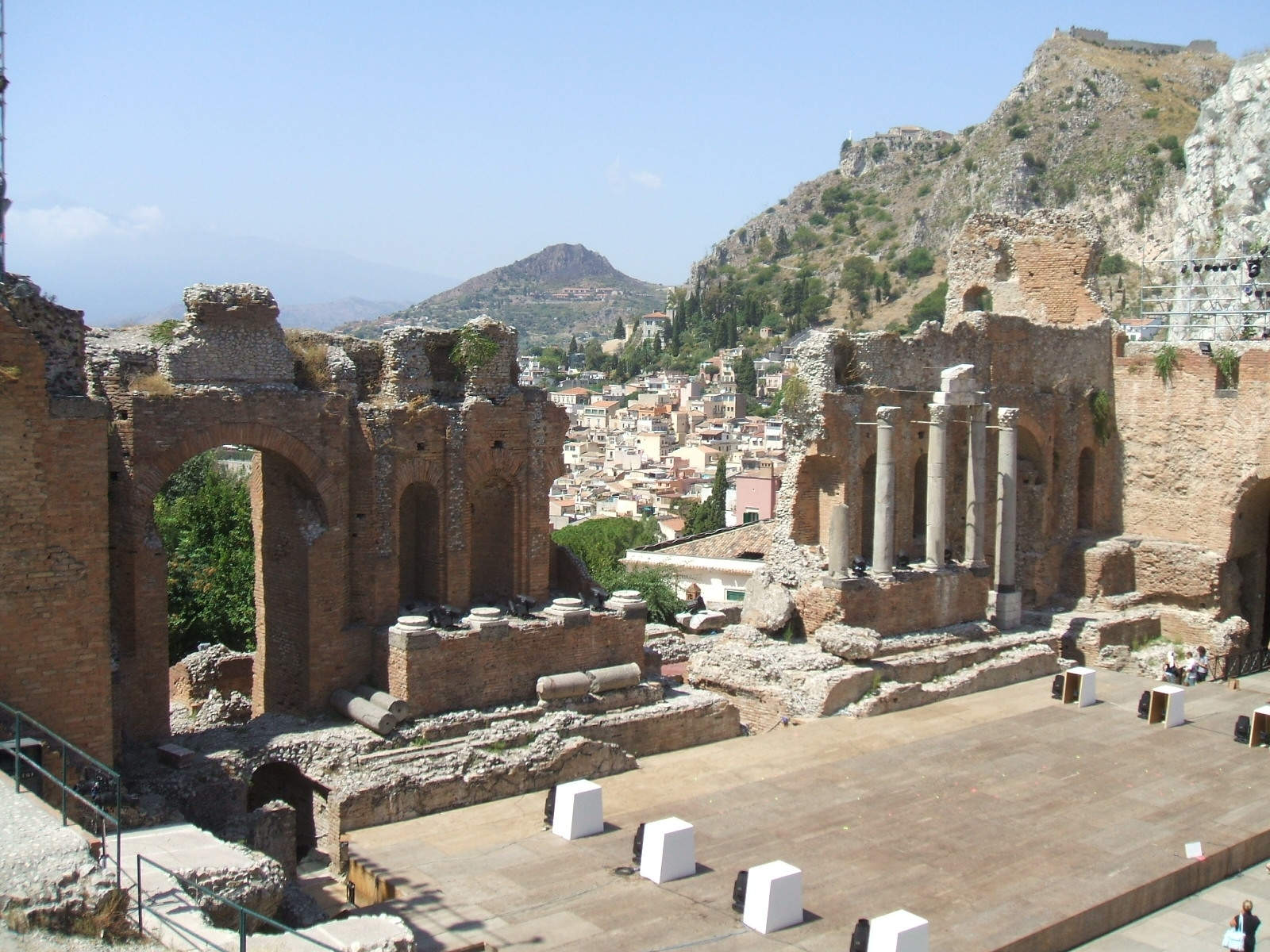
Vue sur la scène, avec en arrière-plan la vieille ville dominée par le château.
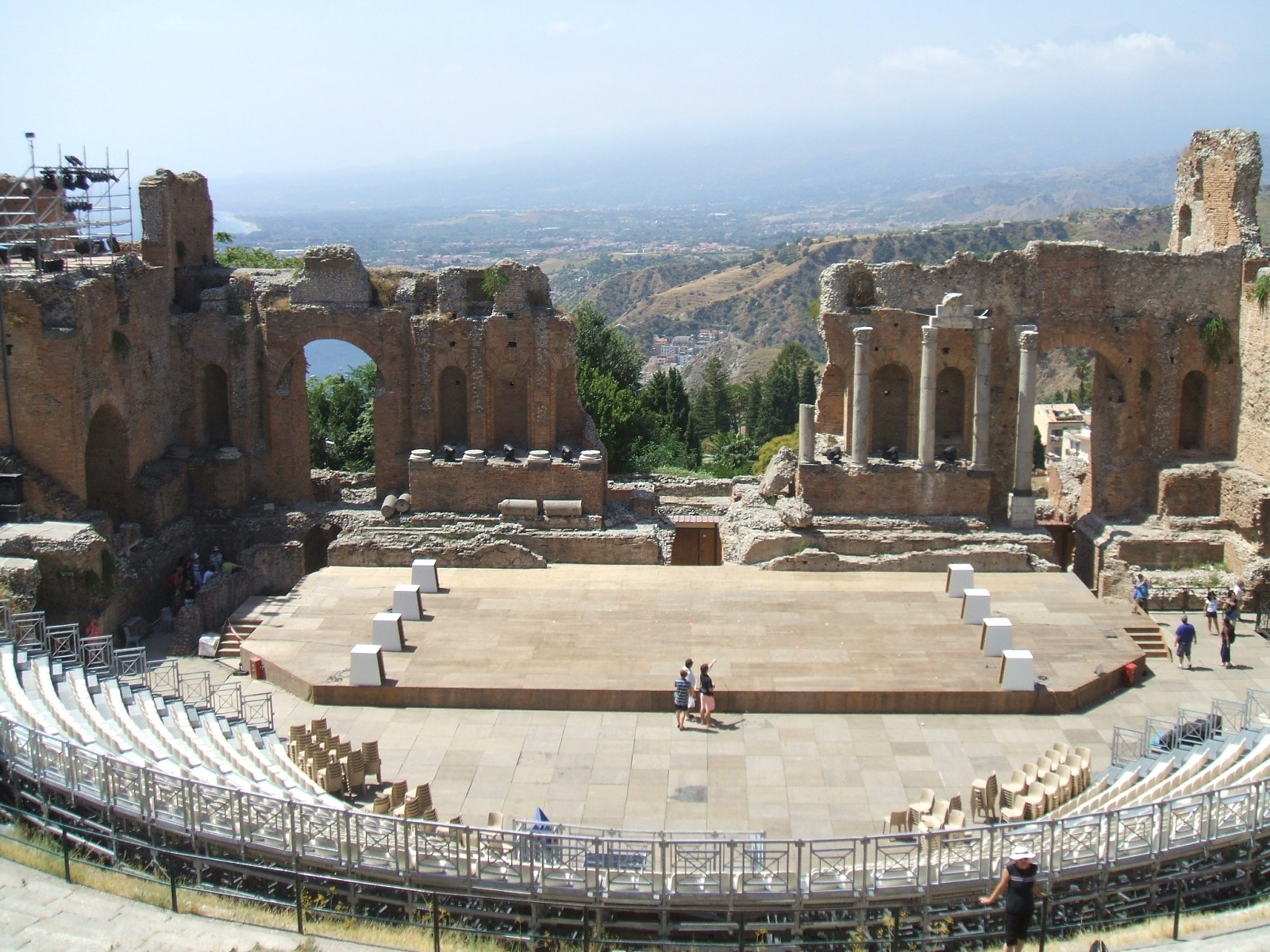
Vue d'ensemble sur le théâtre depuis le haut des gradins, avec la brèche sur la Méditerranée.
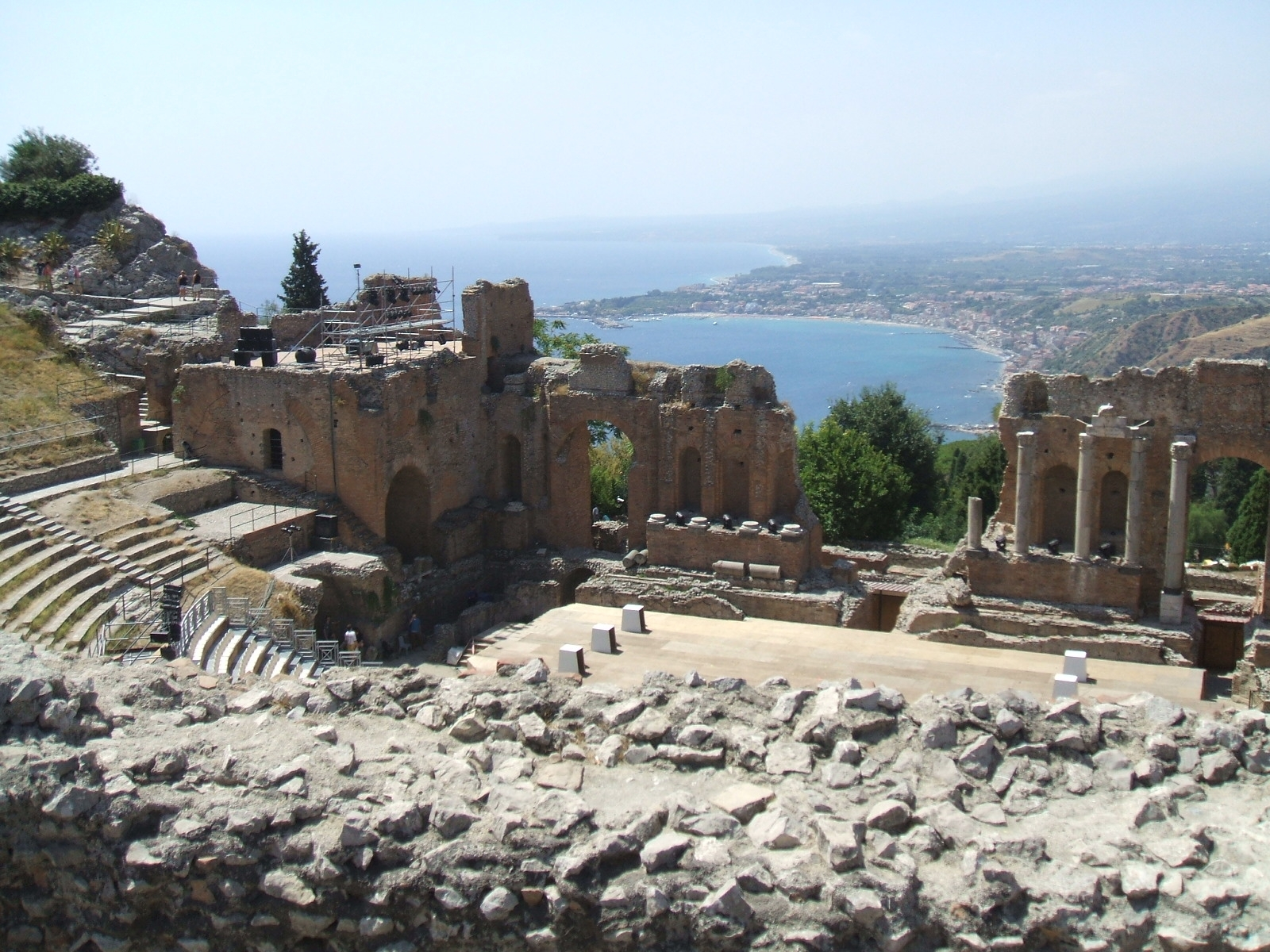
Autre vue d'ensemble, depuis la galerie au-dessus des gradins.
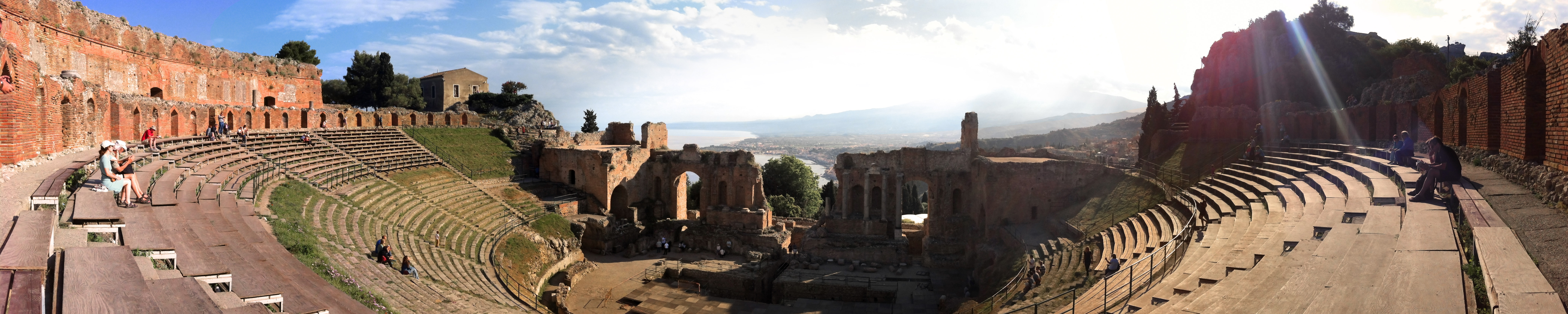
Vue panoramique depuis les gradins.
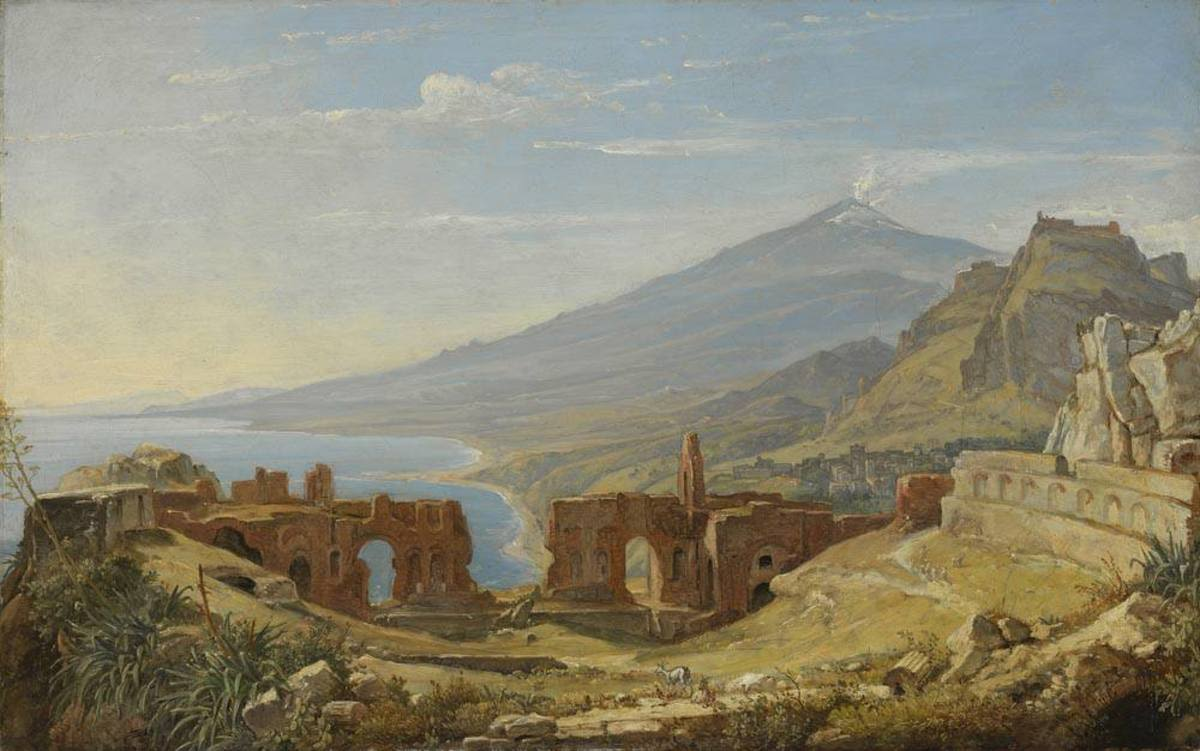
Le Théâtre de Taormine vers 1818 par Franz Ludwig Catel.
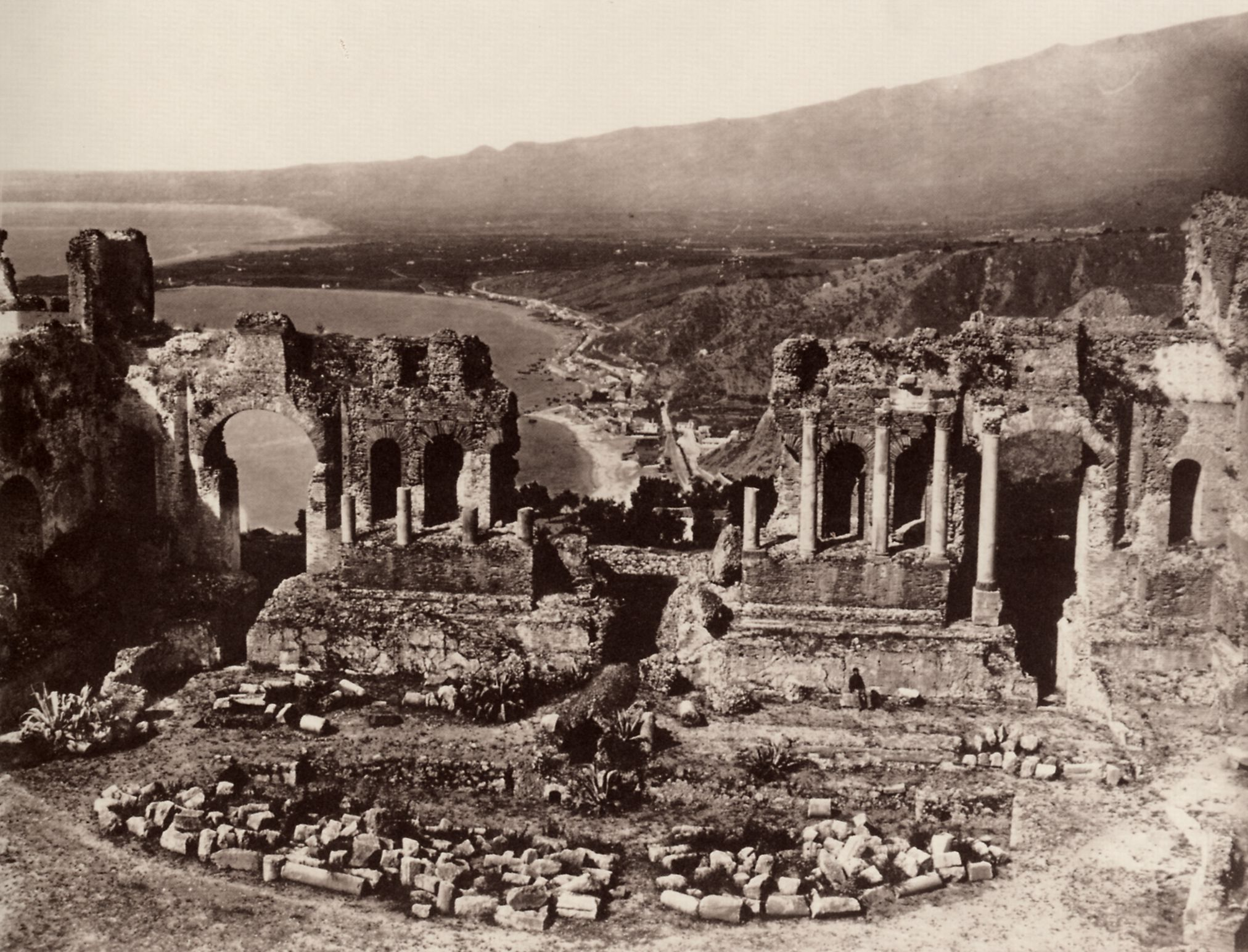
Le Théâtre de Taormine en 1867, photographie de Giorgio Sommer.
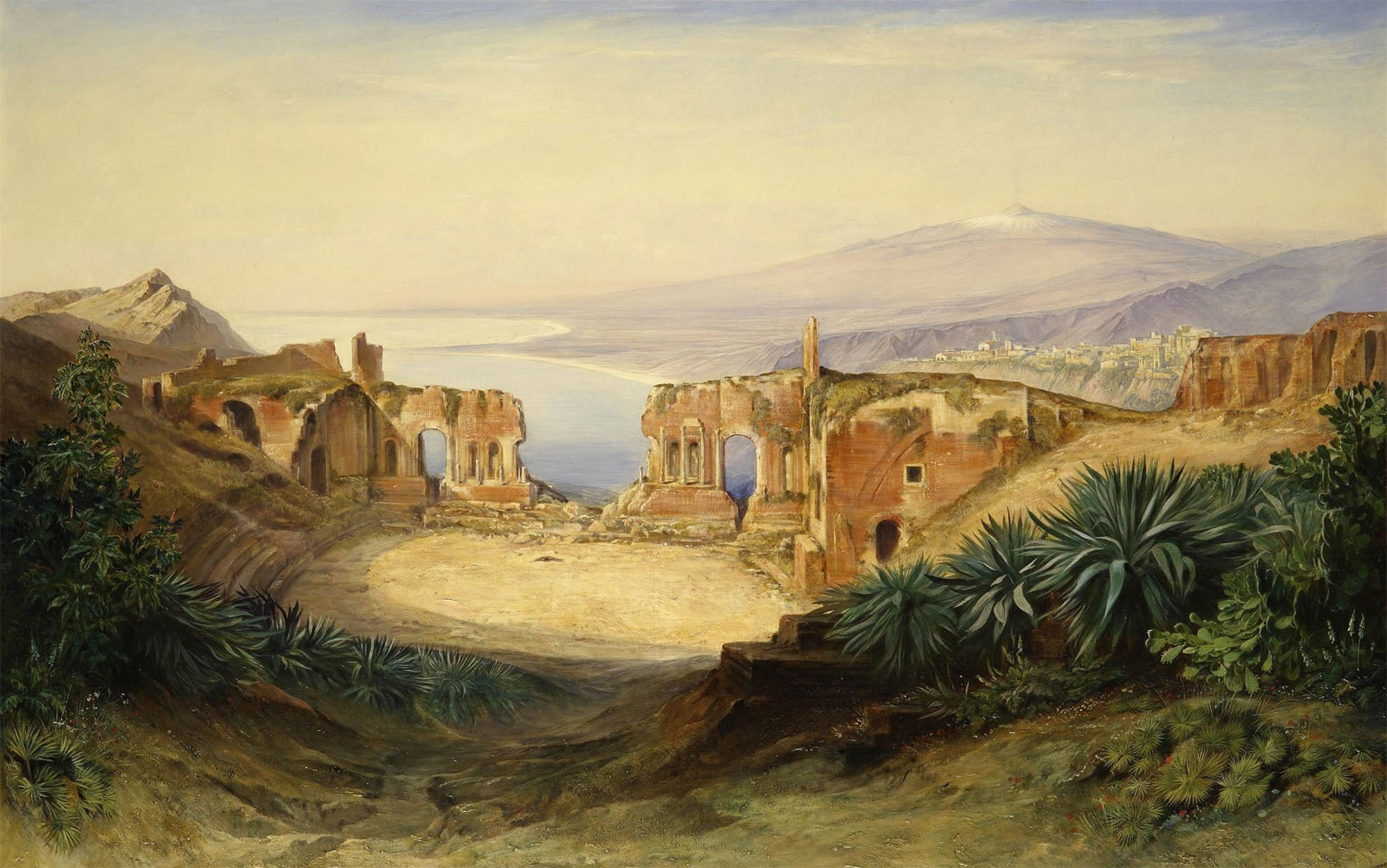
Le Théâtre de Taormine et l'Etna en 1882 par Edward Lear.
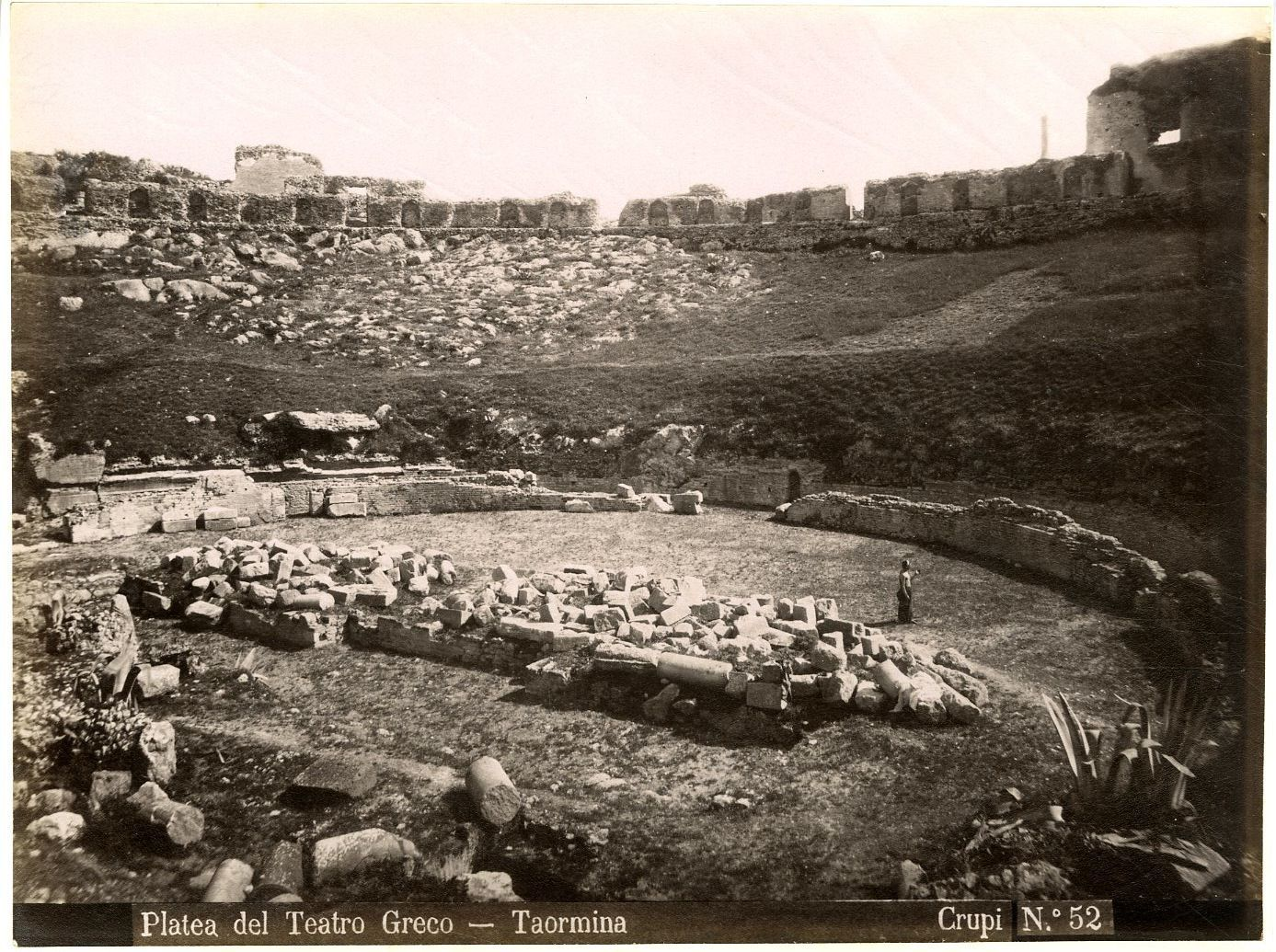
Orchestra et gradins du Théâtre de Taormine dans les années 1890 par Giovanni Crupi.